# World Games 2022/Teilnehmer (Moldau)
| Gelbes Symbol für Goldmedaillen mit stilisierten Olympischen Ringen | Graues Symbol für Silbermedaillen mit stilisierten Olympischen Ringen | Braundes Symbol für Bronzemedaillen mit stilisierten Olympischen Ringen |
| ------------------------------------------------------------------- | --------------------------------------------------------------------- | ----------------------------------------------------------------------- |
| 1                                                                   | —                                                                     | —                                                                       |

Die Republik Moldau nahm an den World Games 2022 mit zwei Athleten (ein Tanzpaar) teil.

## Medaillen

### Medaillenspiegel
| Rang   | Sportart | Gold | Silber | Bronze | Gesamt |
| ------ | -------- | ---- | ------ | ------ | ------ |
| 1      | Tanzen   | 1    | –      | –      | 1      |
| Gesamt | Gesamt   | 1    | 0      | 0      | 1      |

### Medaillengewinner
| Name/n                       | Sportart | Wettkampf |
| ---------------------------- | -------- | --------- |
| Gold                         |          |           |
| Anna Matus Gabriele Goffredo | Tanzen   | Latein    |

## Teilnehmer nach Sportarten

### Tanzen
| Athleten                     | Wettbewerb | 1. Runde | 1. Runde | Halbfinale | Halbfinale | Finale | Finale | Rang |
| Athleten                     | Wettbewerb | Punkte   | Rang     | Punkte     | Rang       | Punkte | Rang   | Rang |
| ---------------------------- | ---------- | -------- | -------- | ---------- | ---------- | ------ | ------ | ---- |
| Mixed                        |            |          |          |            |            |        |        |      |
| Anna Matus Gabriele Goffredo | Latein     | 192,59   | 1        | 193,67     | 1          | 195,08 | 1      | Gold |